# Чумычкин, Игорь Васильевич
И́горь Васи́льевич Чумы́чкин («Чума́»; 13 ноября 1965, Москва, СССР — 12 апреля 1993, Москва, Россия) — советский и российский рок-музыкант, гитарист, участник группы «Алиса».

## Биография
До того, как стать участником группы «Алиса», принимал участие в записи песен таких команд, как «99 %», «Проходной двор» Юрия Наумова, с подачи которого оказался в «Алисе». Пытался создать вместе с гитаристом ДДТ Андреем Васильевым группу «Айболит 66», но проект не удался.
В составе «99 %» появился в 1987 году. Группа входила в Московскую рок-лабораторию. Музыканты записали альбом «Глас вопиющего», принципиально отличающийся от того, что было сделано раньше, и подготовили специальную концертную программу для предстоящего рок-фестиваля. Но другие коллективы оказались интереснее и сыграли лучше. Выступление «99 %» прошло практически незамеченным. Судьба коллектива оказалась под вопросом. Его участники всё чаще занимались сторонними проектами. Чумычкин в 1988 году принял участие в записи альбома Юрия Наумова «Перекати-поле». После этого Наумов рекомендовал перспективного гитариста Константину Кинчеву.
В «Алисе» Чумычкин с ходу вписался в работу над альбомом «Шестой лесничий». В тот момент большая часть материала уже была записана, тем не менее гитара Чумычкина звучит в песнях «Тоталитарный рэп», «Шестой Лесничий» и «Стерх». В последней они играют на пару с Андреем Шаталиным. Даже после возвращения в группу Андрея Шаталина Чумычкин оставался ведущим гитаристом. Его сольный выход на концертах «Алисы» был традиционным и постоянным. Случалось, что уходили и остальные музыканты, тогда Чумычкин садился за барабаны.
Последний год своей жизни Чумычкин ждал, когда ему сделают гитару на заказ. Работу выполнял Павел Кухнов. Гриф этой гитары должен был быть украшен перламутром.

### Самоубийство
Погиб 12 апреля 1993 года, выбросившись из окна своей московской квартиры по адресу Новоясеневский проспект, д. 40, к. 3. Официальной версией этого события является самоубийство. Чумычкин долгое время находился в глубокой депрессии, вызванной злоупотреблением наркотиками и алкоголем. Входит в клуб 27.
Похоронен на 36 участке Щербинского кладбища в Московской области.

## «Алиса» после смерти Чумычкина
Если до самоубийства Чумычкина музыканты позволяли себе вести достаточно вольготную жизнь в отношении алкоголя и наркотиков, то после в их творчестве стало появляться всё больше призывов завязывать с «прогулками по аду», по выражению Константина Кинчева. 12 апреля 1993 года потрясённые смертью товарища музыканты прервали свою концертную деятельность на несколько месяцев.
Клавишник Андрей Королёв после смерти друга, с которым он был знаком ещё с армии, покинул группу. Музыкант считал, что оставшись, он предаст память Чумычкина. Долгое время на место Чумычкина не брали нового музыканта, и Кинчев сам стал играть на гитаре. Позднее в качестве гитариста в группе появился участник «Коррозии Металла» Сергей «Боров» Высокосов, совместивший работу в этих двух коллективах. Он дружил с Чумычкиным, вместе они создали проект, в котором также участвовал басист Денис Канов, работавший в «Алисе» техником. В их совместных сессиях в 1993 году были созданы песни «Паскуда» и «Чёрная метка», которые после смерти Чумычкина были переданы Кинчеву.

## Память
- Альбом группы «Алиса» «Чёрная метка», вышедший в 1994 году, посвящён Чумычкину. В него были включены две песни, сочинённые Чумычкиным: «То ли про любовь, то ли про беду» и «Паскуда», а также песни «Чёрная метка» и «Белая Невеста», написанные Кинчевым на музыку Чумычкина. В песне «Чёрная метка» содержится записанное наоборот четверостишие Игоря «Если я был бы Циолковским…».
- Песня группы «Алиса» «Шанс» посвящена Чумычкину. Песня была сочинена весной 1995 года, и исполнялась на концертах, однако на CD она вышла только в 2014 году, в составе альбома «Цирк».

## Отзывы о Чумычкине
По прошествии какого-то времени Шаталин позвонил мне и сказал: «Гони своего этого москвича, я решил возвращаться». Я говорю: «Шатл, ну для тебя место-то всегда открыто. Тебя никто не выгонял, ты сам отвалил. Возвращайся, но Чума тоже остаётся». И они в группе прижились оба, в общем, неплохо. Начали плотно контачить, переворачивая телефонные будки в разных городах, выкидывая кресла из окон гостиниц и тому подобное.— Константин Кинчев

 Он решил выйти из игры до срока. Как говорят панки, жизнь — это очередь за смертью, а кому-то обязательно хочется влезть без очереди. Я не могу его осуждать, хотя самоубийством он причинил боль очень многим. Диск очень жёсткий, злой. Так я выразил своё отношение к этой утрате. Я не могу его отпевать душевно и нежно, как человека, ушедшего естественным образом. Поскольку он взял на себя смелость сделать это, то и получил такое отпевание. Название альбома тоже символическое. Чёрная метка — это медиатор, и тот, кто взял его в руки, уже обречён.— Константин Кинчев

 У Шатла был такой более дремучий подход к игре, он этакий «хардель» выдавал. А Чума — гитарист более современный. Поэтому, где требовался блюзовый, тяжёлый оттенок, там играл Шатл, а где нужен был полёт и какие-то современные «фишки» — Игорь. Точнее, так: где Игорь не сыгрывал то, что поблюзовее и потяжелее, сыгрывал Шатл. А в остальном очень просто — Шатл играл в поддержку.— Пётр Самойлов

 Мы дружили с Игорем в начале 1990-х, когда я жил в Москве. Это был замечательный человек и музыкант, его смерть была страшным ударом для всех, кто его знал близко. Игорь был буквально «растворён» в музыке, в ней жил, мне кажется, что в какой-то момент он просто переселился в пространство звука и ушёл из этого мира.— Вадим Курылёв , бас- и соло-гитарист «ДДТ»

 Поездка в Новгород и Псков была весной 1990 года. Никита Зайцев уехал «на разведку» в Америку, и с нами поехал Чума. На самом деле это был просто прикол — он поехал скорее за компанию, чем серьёзно играть роль соло-гитариста. На концертах он выскакивал на сцену два раза: в «Мальчике Слепом» и в «Ленинграде», исполнял невероятное феерическое соло, бросал гитару, прыгал, ползал по-пластунски, одним словом — зажигал. Ни разу, конечно, не трезвел при этом. Ну, а главное шоу они с Андреем устраивали в «неконцертное» время. Часто гитару «Fender Stratocaster» брал Игорь — и на концерты, и на запись. В альбоме «Для тех, кто свалился с Луны» хорошо слышен её чистый фендеровский звук.— Вадим Курылёв
.

## Дискография

### «99 %»
- 1987 — «Глас вопиющего»

### «Проходной двор»
- 1989 — «Перекати-поле»

### «Алиса»
- 1989 — «Шестой лесничий»
- 1991 — «Шабаш»
- 1993 — «Для тех, кто свалился с луны»

### «Бригада С»
- 1992 — «Всё это рок-н-ролл»

### «Коррозия Металла»
- 1995 — «Nicht Kapituliren» («K.K.K. (English Version)»)